# Д’Амико, Андреа
Андре́а Д’Ами́ко (род. 29 августа 1964, Верона, Венеция) — итальянский футбольный агент. Он был генеральным секретарём Итальянской ассоциации футбольных агентов.

## Биография
Согласно исследованию итальянской организации «Autorità Garante della Concorrenza e del Mercato», проведённого в 2006 году, Д’Амико как футбольный агент в период с 2002 по 2006 год занимал 5-е место по объёму рыночных долей (2,62 %) и второе по стоимости (8,6 %). Он является одним из агентов партнёрства P.D.P. Srl, наряду с Клаудио и Лукой Паскалинами. Компания занимает 2 место по объёму рыночных долей (3,52 %) и стоимости (9,3 %) после «GEA World» Алессандро Моджи, которая была расформирована после коррупционного скандала в итальянском футболе 2006 года.
P.D.P. Srl начала как «Avvocato Pasqualin Management» в 1986 году, Д’Амико присоединился к компании в 1990 году. Одним из наиболее громких трансферов компании была продажа Джанлуиджи Лентини из «Торино» в «Милан» в 1992 году, тогда это был самый дорогой трансфер в истории футбола (13 млн фунтов). Первыми международными трансферами стали продажа Джанлуки Виалли в «Челси», Лоренцо Аморузо и Серджио Поррини в «Рейнджерс», Джорджио Вентурина в «Атлетико Мадрид». Среди других клиентов были Оливер Бирхофф, Томас Хельвег, Паоло Монтеро, Кристиан Сапата, Йоахим Бьёрклунд, Нуну Гомеш и Алессандро Дель Пьеро.
19 декабря 2008 года ИФФ на 1 год отстранила Д’Амико от футбола, также на 9 месяцев был отстранён К. Паскалин. Причиной стали нарушения ст. 1 Кодекса спортивной юстиции и ст. 3 предписания агентов. Он представлял Чезаре Натали, который вёл переговоры с «Удинезе». Проблема была в том, что «Удинезе» также представлял Д’Амико, таким образом, возник конфликт интересов. 21 октября 2009 года Национальный арбитражный трибунал по делам спорта сократил срок дисквалификации.
Однако во время дисквалификации Д’Амико продолжал работать агентом при организации трансферов Марко Малаго и Винченцо Итальяно, таким образом, он снова нарушил ст. 1 КСЮ, а также нарушил ст. 10. В то время в P.D.P. Srl также работал незарегистрированный агент Алессандро Д’Амико, его заданием было сорвать трансфер Паоло Саммарко в «Удинезе» и Маттео Скапини в «Про Верчелли». Андреа снова был дисквалифицирован на 2 месяца и 20 дней и оштрафован на € 20000, а Алессандро был отстранён от футбола на 6 месяцев.

## Клиенты
| Бывшие и нынешние - Абате, Иньяцио - Аморузо, Лоренцо - Антонини, Лука - Баджо, Дино - Бентивольо, Симоне - Боккетти, Сальваторе - Больцони, Франческо - Видука, Марк - Гаттузо, Дженнаро - Далла Бона, Самуэле - Дель Пьеро, Алессандро - Джовинко, Себастьян - Донати, Массимо - Каннаваро, Фабио - Караччоло, Андреа - Консильи, Андреа - Кришито, Доменико - Меджорини, Риккардо - Натали, Чезаре - Сантакроче, Фабиано - Соррентино, Стефано - Яквинта, Винченцо | Через компанию - Берти, Никола - Бирхофф, Оливер - Бранка, Марко - Вентурин, Джорджио - Верховод, Пьетро - Виалли, Джанлука - Ганц, Маурицио - Джунти, Федерико - Дзоратто, Даниеле - Ди Кьяра, Альберто - Лентини, Джанлуиджи - Манейро, Филиппо - Маритато, Пьерджузеппе - Марокки, Джанкарло - Монтеро, Паоло - Морфео, Доменико - Нуну Гомеш - Орландо, Алессандро - Перроне, Карло - Поджи, Паоло - Поррини, Серджио - Сапата, Кристиан - Серена, Альдо - Сфорца, Чириако - Тассотти, Мауро - Хельвег, Томас |  |